# Недељко
Недељко је српско име. Може се односити на следеће особе:
- Недељко Бајић Баја (1968), певач
- Недељко Видаковић (1966—1994), комадант
- Недељко Вукоје (1943), фудбалер
- Недељко Гвозденовић (1902—1988), сликар
- Недељко Јовановић (1970), рукометаш
- Недељко Милосављевић (1960), фудбалер
- Недељко Чабриновић (1895—1916), револуционар